# 李树声
李树声（?—?）奉天阜新人，中华民国军事将领，蒙疆联合自治政府官员。

## 生平
李树声早年为热河骑兵第9旅旅长张连同的书记官。崔兴武接替张连同任旅长后，不久其部队改编为东北陆军骑兵第十七旅。崔兴武淘汰了旅部的张连同时代大部分旧人，李树声被任命为该旅驻承德办事处长。当时任职的还有，陈宝泉任该旅参谋长，傅景峰任参谋处长，刘继广任副官处长，唐纳绅任军法处长，崔景岚任军需处长。该旅辖三十四团（团长李守信）、二十七团（团长孙凤阁）、四十一团（团长孙寿卿）以及若干独立营，其中包括尹宝山的步兵营。
李守信率该旅投靠日本人后，李树声一同附日。他曾任巴彦淖尔盟劝业厅长，后来任张家口市市长、大同省省长。
1945年日本投降后，当时兵力很少的大同省防卫军李树声部向第二战区代表楚溪春投降。此后他和刘继广跟随李守信。
1946年，李守信接受熊式辉指示，在北票成立人民自卫军司令部，任命刘继广为参谋长，李树声为参议。1947年，李守信部被东北民主联军全歼于开鲁，李守信逃脱，李树声、崔成谟被俘虏。
此后其生平不详。